# خرام (نوع)
خُرَّام أو خرم أو اسطراطيقوس هو نبات عشبي معمر من فصيلة المركبات الأسطرية الزهر. ينبت طوعيًا في بعض المناقع والأراضي الرطبة. يُقال أنه طبي ويدخل في تركيب العقاقير النافعة. منه ضروب زراعية تستعمل في التزيين، تتكاثر بالبذر بالعقل وتجود في جميع الأتربة الرطبة.
الأوراق الصغيرة لهذا النبات صالحة للأكل وتجمع للاستهلاك في السهول الفيضية لمقاطعة زيلاند الهولندية. عادة ما تُحمس الأوراق في الزبدة وتؤكل. 